# Jessica Marberger
Jessica Marberger, född 2 juli 1976 i Grebbestad i Göteborgs och Bohus län, är en svensk sångare och skådespelare. Hon kommer från Grebbestad i Tanums kommun, och ingick i Rhapsody in Rock under 2006. Dessutom har hon bland annat medverkat i Så ska det låta, Folktoppen, Doobidoo och flera gånger i kören på Melodifestivalen.
I Melodifestivalen 2011 deltog hon, Shirley Clamp och Vera Prada som gruppen Shirley's Angels med låten "I Thought It Was Forever". Sommaren 2014 turnerade hon med Björn Skifs som turnerade för första gången på 15 år.

## Teater

### Roller
| År   | Roll                                                             | Produktion                                                                          | Regi             | Musikal                  |
| ---- | ---------------------------------------------------------------- | ----------------------------------------------------------------------------------- | ---------------- | ------------------------ |
| 2012 | Maria Darling Jorma                                              | Peter Pan och Wendy (Peter Pan and Wendy) J.M. Barrie i ny version av Anders Duus   | Pia Johansson    | Stockholms stadsteater   |
| 2020 | Medverkande                                                      | Det stora teaterkalaset Calle Norlén                                                | Sissela Kyle     | Kulturhuset Stadsteatern |
| 2021 | Syster Syster Margaretta (Understudy) Syster Sophia (Understudy) | Sound of Music Richard Rodgers, Oscar Hammerstein, Howard Lindsay och Russel Crouse | Ronny Danielsson | Kulturhuset Stadsteatern |